# بیورگوین پال گستاوسون
بیورگوین پال گستاوسون (انگلیسی: Björgvin Páll Gústavsson؛ زادهٔ ۲۴ مهٔ ۱۹۸۵) بازیکن هندبال اهل ایسلند است.